# Český slavík 21
Dvacáté třetí udílení Českého slavíka se konalo 19. listopadu v Hudebním divadle Karlín. Předávání bylo vysíláno televizí Nova od 20:20 středoevropského času a moderovali ho Ondřej Sokol a Aleš Háma.

## Průběh
Jednalo se o první ročník od roku 2017, kdy byla soutěž pozastavena po kontroverzi s počtem hlasů kapely Ortel. Generálním sponzorem ankety se stala minerální voda Korunní, která nahradila dosavadního partnera Mattoni. Soutěž byla obnovena na základě iniciativy Karla Janečka. Poprvé se tak uplatila jeho hlasovací metoda D21, ve které má hlasující větší počet hlasů stejné váhy. Ředitel ankety se stal Jakub Horák.

## Kontroverze a recenze
Jaroslav Špulák v recenzi na webu Novinky.cz uvedl, že se tento ročník „povedl tak napůl“. „Mělo to podivnou pachuť a bylo to nepatřičné,“ uvedl k závěrečnému proslovu Karla Janečka. „Bylo by prospěšnější přemýšlet třeba o tom, zda by večer neměl být kratší a neměl by mít větší spád.“ Televize Nova se od Janečkova projevu distancovala. Nadační fond Neuron se rozhodl s Janečkem, svým zakladatelem, ukončit spolupráci a uvedl, že vzhledem k jeho vyjádřením o onemocnění covid-19 a očkování, která „jsou v příkrém rozporu s poznáním nejlepších vědců, se kterými spolupracujeme“. Hygienická stanice hlavního města Prahy se zabývá možným porušením protiepidemických opatření, konkrétně nenošení respirátoru v hledišti, a to i ze strany majitele ankety, kterým je Karel Janeček.
Lukáš Kňazovický z webu Eurozprávy.cz zkritizoval Janečkovu politizaci Českého slavíka: „K čemu tedy slavík v dnešní době vlastně slouží? Odpověď jsme dostali několikrát, a vlastně nám byla naservírovaná na webu i v televizi. K propagaci hlasovacího systému D21.“ Janečkův závěrečný proslov ironicky označil za „opravdovou třešničku na dortu“ a o Janečkovi uvedl: „Prakticky přes noc se tak stal hvězdou dezinformátorů, kteří ho na sociálních sítích vynášejí do nebes.“ A dále vysvětlil: „Pokud se Janeček nechce zařadit mezi odpůrce očkování a opatření typu Csáková nebo Volný, měl by svá slova formulovat lépe, či vůbec.“
Mirka Spáčilová uvedla v recenzi pro iDnes.cz, která poukázala na nenošení respirátorů v hledišti, „… ojedinělá provokace rapera Řezníka vyzněla dětinsky.“
Vícero kritiků uvedlo, že o hudbu během Českého slavíka „zas tak moc nešlo“.

## Vítězové

### Zpěvák
1. Marek Ztracený
2. Pokáč
3. Richard Krajčo

### Zpěvačka
1. Ewa Farna
2. Lucie Bílá
3. Eva Burešová

### Skupina
1. Mirai
2. Kryštof
3. Kabát

### Hip Hop & Rap
1. Řezník
2. Marpo
3. Raego

### Objev roku
- Michal Horák

### Nejstreamovanější česká skladba
- Viktor Sheen – „Rozdělený světy“

### Nejoblíbenější píseň posluchačů Rádia Impuls
- Marek Ztracený – „Moje milá“

### Absolutní slavík
- Marek Ztracený (48 408)

## Seznam písní
- Kryštof – Do nebe se propadám
- Pokáč – Mám doma kočku
- Ewa Farna – Tělo
- Kapitán Demo, Jan Bendig, Zdeněk Godla – Čardáš
- Marek Ztracený – Moje milá
- Řezník - traumaplan
- Marián Čekovský – Fair play (Miro Žbirka)
- Rytmus – medley vlastních skladeb
- Eva Burešová a Ondřej Gregor Brzobohatý – Lásko má (Hana Hegerová)

## Předávající
- Přemek Forejt předal cenu bronzového slavíka v kategorii Zpěvačka
- Ondřej Gregor Brzobohatý předal cenu stříbrného slavíka v kategorii Zpěvačka
- Dagmar Havlová předala cenu zlatého slavíka v kategorii Zpěvačka
- Karlos Vémola předal cenu pro Nejstreamovanější skladbu
- Gabriela Partyšová předala cenu bronzového slavíka v kategorii Kapela
- Lucie Borhyová a Rey Koranteng předali cenu stříbrného slavíka v kategorii Kapela
- Lukáš Krpálek předal cenu zlatého slavíka v kategorii Kapela
- Zdeněk Godla předal cenu bronzového slavíka v kategorii Hip Hop & Rap
- Jakub Kohák předal cenu stříbrného slavíka v kategorii Hip Hop & Rap
- Jakub Horák předal cenu zlatého slavíka v kategorii Hip Hop & Rap
- Mirai Navrátil předal cenu Objev roku
- Taťána Gregor Brzobohatá předala cenu bronzového slavíka v kategorii Zpěvák
- Monika Bagárová a Patricie Pagáčová předaly cenu stříbrného slavíka v kategorii Zpěvák
- Ivana Gottová předala cenu zlatého slavíka v kategorii Zpěvák
- Karel Janeček předal cenu Absolutní slavík